# Polska Scena Punk Vol.3 – Trzeba żyć
Polska Scena Punk Vol.3 – Trzeba żyć – album muzyczny zawierający utwory różnych wykonawców muzycznych wydany w 2020 r. Ukazał się nakładem wytwórni muzycznej NOG Records, a nośnikiem danych dla ścieżki dźwiękowej była jedna płyta kompaktowa. Była to trzecia publikacja w ramach serii albumów wydawanych na płytach kompaktowych przez tę wytwórnię pod szyldem Polska Scena Punk.

## Historia
Pomysł, idea, ale przede wszystkim również możliwość wydania albumów serii Polska Scena Punk wynikły z faktu, że Piotr Giglewicz, lider zespołu Uliczny Opryszek, wcześniej także wspólnie ze swoim bratem, Mariuszem Giglewiczem (w różnych okresach czasu m.in. Nauka o Gównie, Uliczny Opryszek), zgromadził bardzo dużą kolekcję historycznych nagrań, często nigdzie niedostępnych. W kolekcji tej są dema, bootlegi i dawne albumy, często już w czasie ich publikacji trudno dostępne. Pierwsza część publikacji została wydana w kilku albumach muzycznych zamieszczonych na kasetach magnetofonowych. Wydawcą była wytwórnia muzyczna założona przez Mariusza Gilewicza – GRS Tapes – która specjalizowała się w wydawnictwach muzycznych związanych ze sceną niezależną publikowanych właśnie na wspominanych kasetach magnetofonowych.
Po założeniu i zorganizowaniu przez wyżej wymienionego Mariusza Gilewicza nowej wytwórni muzycznej – NOG Records – która dystrybuowała wydawane przez siebie albumu muzyczne już na płytach kompaktowych, powrócono do pomysłu sprzed lat i rozpoczęto wydawanie nowej publikacji seryjnej, stanowiącej kontynuację poprzedniej odsłony, obejmującej wybrane nagrania polskich zespołów punk rockowych i ewentualnie innych, ale związanych ze sceną niezależną, również pod hasłem „Polska Scena Punk”. Jak poprzednio poszczególne części publikacji otrzymywały kolejne numery, z nową numeracją „od początku”, czyli od jedynki, ale z dodanym indywidualnym dla każdej z części podtytułem.
Niniejsza część, album muzyczny „Polska Scena Punk Vol.3 – Trzeba żyć”, jest trzecim wydawnictwem w ramach nowej odsłony publikacji seryjnej „Polska Scena Punk”. Ukazała się w 2020 r.. W tym samym roku ukazała się także poprzednia część – „Polska Scena Punk Vol.2 Czy pamiętasz?”, a rok później, w 2021 r., część czwarta – „Polska Scena Punk Vol.4 – Wolność”.

## Muzyka i wykonawcy
Muzyka zaprezentowana w ramach albumu należy do kilku nurtów muzycznych przynależnych do gatunku muzycznego jakim jest rock, przy czym wykonawcy, których utwory zamieszczono w tym wydaniu postrzegani są jako przynależni do muzycznej sceny alternatywnej, niezależnej. Pośród wspominanych nurtów muzycznych, do których zaliczane są prezentowane utwory, dominuje punk rock. W albumie znajdują się utwory dwudziestu ośmiu różnych wykonawców, przy czym dla każdego z nich zamieszczono po jednym utworze. Są to następujące zespoły: 33 Trzysta, Aberracja, Azotox, Bang Bang, The Bastard, Czerwone Kościoły, Czterdzieści Jeden Dwieście, Defloracja, Dekolt, Garbate Aniołki, Grünberg, Izerbejdżan, Kontrkultura, Murator, Na Zewnątrz, Nauka o Gównie, Non Serviam, Ostatni Krzyk Mody, Para Wino, Reakcja, Schizofrenia, Skacowani, Święty Salezy, Terapia Ewolucyjna, Uliczny Opryszek, WC, Włochaty, Zemsta Nietoperza.

## Album
Jak wyżej wspomniano album wydany został na nośniku danych dla ścieżki dźwiękowej, którym jest jedna płyta kompaktowa. Została ona umieszczona w standardowym opakowaniu typu digipack. W ramach katalog wydawcy, firmy NOG Records, album ma przypisany identyfikator wydawnictwa – 008 (NR 008). Płyta kompaktowa otrzymała oznaczenie Matrix / Runout (PSP3): 1410245110 R5909. Inżynierem wydania był Norbert Krupa, a osobą odpowiedzialną za zdjęcia, grafikę i design pan Waldemar Dylewski. Dystrybucją albumu zajmowała się między innymi firma RockersPro.
Album został wydany pod patronatem kampanii społecznej prowadzonej pod hasłem „Muzyka Przeciwko Rasizmowi”, zapoczątkowanej przez Marcina Kornaka i realizowanej przez Stowarzyszenie „Nigdy Więcej”. W związku z tym na okładce albumu zamieszczono logo wymienionej akcji.
Niniejszy album jest odrębnym wydawnictwem, z zupełnie nowym zestawieniem utworów muzycznych, niż wydany na kasecie magnetofonowej w części pierwszej serii album „Polska Scena Punk Vol.3”.

## Utwory
| Lp | Wykonawca                   | Tytuł                | Czas (min:sek) |
| -- | --------------------------- | -------------------- | -------------- |
| 1  | Grünberg                    | Pankówa              | 3:20           |
| 2  | Włochaty                    | Niszcz, twórz, walcz | 2:05           |
| 3  | Garbate Aniołki             | Bundeswehra          | 2:53           |
| 4  | Azotox                      | Ojciec               | 3:02           |
| 5  | Izerbejdżan                 | Wojna                | 2:47           |
| 6  | Ostatni Krzyk Mody          | Złodzieje            | 2:27           |
| 7  | The Bastard                 | Złamane serce        | 3:33           |
| 8  | Święty Salezy               | Święty Salezy        | 2:48           |
| 9  | 33 Trzysta                  | Realia               | 2:05           |
| 10 | Nauka o Gównie              | Trzeba żyć           | 2:49           |
| 11 | Czerwone Kościoły           | Obrazy               | 4:03           |
| 12 | Aberracja                   | Od tysięcy lat       | 2:58           |
| 13 | Non Serviam                 | Miejskie ska         | 2:01           |
| 14 | Uliczny Opryszek            | Bełkot               | 2:16           |
| 15 | Murator                     | Punkowa Królowa      | 2:25           |
| 16 | Bang Bang                   | To nie łzy to deszcz | 3:01           |
| 17 | Kontrkultura                | Bezsenność           | 3:07           |
| 18 | Dekolt                      | Prezydent            | 3:20           |
| 19 | Schizofrenia                | Pamiętaj             | 2:49           |
| 20 | WC                          | Roz Mo Wa            | 1:51           |
| 21 | Reakcja                     | Śmiech               | 2:13           |
| 22 | Defloracja                  | The Partisans        | 2:05           |
| 23 | Zemsta Nietoperza           | Furia                | 2:00           |
| 24 | Na Zewnątrz                 | Układ                | 2:32           |
| 25 | Skacowani                   | 500+                 | 3:38           |
| 26 | Terapia Ewolucyjna          | Terrorysta           | 2:26           |
| 27 | Czterdzieści Jeden Dwieście | Trep                 | 2:38           |
| 28 | Para Wino                   | Pomnik Królewny      | 4:42           |

## Odbiór i oceny
Album w serwisie internetowym Discogs otrzymał ocenę, według stanu na styczeń 2025 r. – (Avg Rating):  (2.67/5 przy 3 oceniających), przy czym pośród osób przynależących do tej społeczności internetowej w tym czasie 14 osób deklarowało posiadania albumu, a 2 osoby, iż chciałyby go posiadać. Natomiast w sklepie internetowym Empik otrzymał ocenę, według stanu na styczeń 2025 r.:  (5/5 przy 1 oceniającym).